# Dödören, Hangö
Dödören är en ö i Finland. Den ligger i kommunen Hangö i landskapet Nyland, i den södra delen av landet, 120 km väster om huvudstaden Helsingfors.
Inlandsklimat råder i trakten. Årsmedeltemperaturen i trakten är 5 °C. Den varmaste månaden är augusti, då medeltemperaturen är 16 °C, och den kallaste är januari, med −4 °C.